# Rosicrucian Digest
A Rosicrucian Digest a Rózsakeresztes rend (A.M.O.R.C.) amerikai angol-nyelvű nagypáholyának nyilvános sajtókiadványa, mely - jogelődjeit, az American Rosae Crucis-t, illetve a The Mystical Triangle-t is beleértve - 1915 óta folyamatosan megjelenik. A korábban kizárólag nyomtatott formában terjesztett kiadvány 2006 óta elektronikus formában is elérhető ingyenesen.

## Kapcsolódó weboldalak
- Rosicrucian Digest (angol nyelven). (Hozzáférés: 2019. december 17.), a kiadvány honlapja és letölthető számai
- Mystic Triangle (angol nyelven). (Hozzáférés: 2019. december 17.), a jogelőd kiadvány honlapja és letölthető számai

## Fordítás
- Ez a szócikk részben vagy egészben  a   Rosicrucian Digest című angol Wikipédia-szócikk fordításán alapul.  Az eredeti cikk szerkesztőit annak laptörténete sorolja fel. Ez a jelzés csupán a megfogalmazás eredetét és a szerzői jogokat jelzi, nem szolgál a cikkben szereplő információk forrásmegjelöléseként.